# Alps Isera Tour
L'Alps Isera Tour (en francès Alpes Isère Tour) és una competició ciclista per etapes que es disputa per les carreteres del departament de la Isèra durant la primavera. La cursa es creà el 1991 amb el nom de Tour Nord-Isère amb categoria amateur. El 2005 s'integrà en el circuit UCI Europa Tour, amb una categoria 2.2. Entre el 2006 i el 2019 era coneguda com a Roine-Alps Isera Tour. El 2020 no es va disputar per culpa de la pandèmia de COVID-19.

## Palmarès
| Any                   | Vencedor            | Segon               | Tercer            |
| --------------------- | ------------------- | ------------------- | ----------------- |
| Tour Nord-Isère       |                     |                     |                   |
| 1991                  | Denis Moretti       | Eric Magnin         | Marian Goldyn     |
| 1992                  | Francisque Teyssier | Patrick Vallet      | Jean-Luc Jonrond  |
| 1993                  | David Orcel         | Denis Moretti       | Cyril Sabathier   |
| 1994                  | Frédéric Gabriel    | Arnaud Prétot       | Gilles Pauchard   |
| 1995                  | Dominique Mollard   | Jean-Yves Duzellier | Marc Thévenin     |
| 1996                  | Stéphane Houillon   | Olivier Trastour    | Marc Thévenin     |
| 1997                  | Éric Drubay         | Cédric Célarier     | Pascal Galtier    |
| 1998                  | Marc Thévenin       | Pascal Pofilet      | Benoît Luminet    |
| 1999                  | Éric Drubay         | Nicolas Dumont      | Ludovic Turpin    |
| 2000                  | Marlon Pérez        | Alexandre Grux      | Éric Drubay       |
| 2001                  | David Pagnier       | Stéphane Auroux     | Olivier Martinez  |
| 2002                  | Jeff Peeters        | Noan Lelarge        | Christophe Morel  |
| 2003                  | Christophe Morel    | Steven De Champs    | Jérémy Dérangère  |
| 2004                  | Laurent Mangel      | Mickaël Leveau      | Gilles Canouet    |
| 2005                  | Maint Berkenbosch   | Tomasz Smolen       | Lars Thomsen      |
| Roine-Alps Isera Tour |                     |                     |                   |
| 2006                  | Tomislav Dančulović | Eduard Gonzalo      | Matija Kvasina    |
| 2007                  | Gabriel Rasch       | Nicolas Vogondy     | Hakan Nilsson     |
| 2008                  | Jérémie Derangère   | Nicolas Vogondy     | Radoslav Rogina   |
| 2009                  | Yann Huguet         | Nicolas Vogondy     | Maxime Bouet      |
| 2010                  | Jérôme Coppel       | Nicolas Baldo       | Serguei Firsànov  |
| 2011                  | Sylvain Georges     | Thibaut Pinot       | Lasse Bøchman     |
| 2012                  | Paul Poux           | Sergey Rudaskov     | Romain Hardy      |
| 2013                  | Nico Sijmens        | Fabien Schmidt      | Rene Mandri       |
| 2014                  | Matija Kvasina      | Julien Guay         | Corrado Lampa     |
| 2015                  | Sam Oomen           | Fabrice Jeandesboz  | Florian Dumourier |
| 2016                  | Lennard Hofstede    | Jérôme Baugnies     | Adrien Costa      |
| 2017                  | Marco Minnaard      | Pascal Eenkhoorn    | Jérôme Mainard    |
| 2018                  | Stephan Rabitsch    | Niklas Larsen       | Jérôme Baugnies   |
| 2019                  | Matthias Krizek     | Claudio Imhof       | Sander Andersen   |
| 2020                  | no disputada        | no disputada        | no disputada      |
| Alps Isera Tour       |                     |                     |                   |
| 2021                  | Sjoerd Bax          | Anthon Charmig      | Jakub Otruba      |
| 2022                  | Yannis Voisard      | Romain Grégoire     | Sebastian Berwick |
| 2023                  | Lennert Van Eetvelt | Oscar Onley         | Johannes Kulset   |
| 2024                  | Jarno Widar         | José Félix Parra    | Tom Donnenwirth   |
| 2025                  | Aubin Sparfel       | Maxime Decomble     | Matteo Vanhuffel  |